# O/A
『O/A』（オー・エー）は、渡会けいじによる日本の漫画。『ヤングエース』（角川書店）にて2009年Vol.5号から2012年10月号まで連載。2011年にラジオドラマ化し、ノベライズされた。

## ストーリー
アイドル・堀内ゆたかの冠ラジオ番組「堀内ゆたかのオーロラ作戦」は、ひょんなことから堀内ゆたか本人と新人芸人・田中はるみによる世間には秘密の「二人一役」で毎週進行するようになり、大好評を博していく。

## 登場人物
声の項は真・週刊コミックTV+版 / A&G REQUESTデジスタ版の順。1人しか記載されていない場合は真・週刊コミックTV+版のキャストとする。人物の苗字は主にかわぐちかいじ作品の登場人物及びそれを演じた声優から採られている。
堀内 ゆたか（ほりうち ゆたか）
声 - 松来未祐 / 佐倉綾音
元売れっ子アイドルの主人公。現金主義者。算盤もできる。コンサートのチケットとグッズが、すぐに完売するなど絶大な人気を誇っていたが事務所の社長が失踪したことで、多額の借金を背負い仕事も激減。ふさぎこんでいたが、周囲の支えにより持ち直した。実家には何年も連絡をしておらず、スキャンダル後はるみの家に転がり込む。はるみとはほぼ同一の声質を持つ。家族は母、姉さやかがいるが父親は未登場。
田中 はるみ（たなか はるみ）
声 - 松来未祐 / 佐倉綾音
ゆたかとそっくりな声を持つ新人芸人。ゆたかの大ファン。ラジオAceでバイト中にゆたかに代わり生放送のラジオ「堀内ゆたかのオーロラ作戦」に替え玉登板をさせられ、その後もゆたかと一緒にラジオに出演している。下ネタトークを平気でするため、ゆたかからど突かれることもしばしば。アパートに住んでいるが、実家はそのアパートの近くの中華料理店である。
大塚（おおつか）
声 - 棟方真梨子 / 寿美菜子
ゆたかのマネージャー。ゆたかから「ツカちゃん」と呼ばれている。社長の失踪後は自らの設立したゆたかの個人事務所『リンカーン』の社長を務めている。

### ラジオAce関係者
滝（たき）
声 - 牧口真幸 / 田村睦心
ラジオAceの女性プロデューサー。「堀内ゆたかオーロラ作戦」のプロデューサーでもある。オーロラ作戦の発案者で半ば強引な行動を取る。
上田（うえだ）
声 - 江口拓也
ラジオAceの男性ディレクター。口調はオネェ口調。オーロラ作戦のきっかけを作った。
津田（つだ）
声 - 細谷カズヨシ
ラジオAceの男性構成作家。前髪が長く目元が見えない。はるみのことを意識している。
日下（くさか）
声 - 三嶋さや香
ラジオAceの女性ディレクター。津田がはるみのことを意識するきっかけを作った。正体は"ちょっと・言えない・エージェント"（CIA）であり、その能力や人脈でゆたかを影から支える。堀内ゆたかファンクラブ会員番号0000001。
如月 文代（きさらぎ ふみよ）
ラジオAceの女性アナウンサー。無機質な態度ゆえに聞いている側には反抗的に思えてしまうことも。一部の人々から『ラジオAceの反骨機械「フミヨ・アゲンストマシーン」』と呼ばれている。「堀内ゆたかオーロラ作戦」の秘密を知ってしまう。ゆたかの姉さやかとは出身大学（京都大学）の同級生で友達。

### 神プロ関係者
海江田 ミホ（かいえだ ミホ）
ゆたかのライバルのアイドル。元はソフトボールで有望視されていたが、肩の故障によりソフトボールを諦めざるを得なくなった。後輩にオーディションを勧められアイドルとなる。ゆたかと対峙する時には乱暴な言動を取るが、実際はゆたかに憧れており、アイドル仕事に熱を入れたきっかけもオーディション時にゆたかの仕事に対する姿勢を見たためでもある。ゆたかのラジオ番組「堀内ゆたかオーロラ作戦」と同時間帯に別局で番組を持っている。堀内ゆたかファンクラブ会員番号0000002。
春日（かすが）
海江田ミホのマネージャー。作者曰く「やたらとワガママボディを与えられた24歳」。
神取（かんどり）
神プロの社長。人を小馬鹿にしたような言い方をする。

#### Marine
乃絵（ノエ）
アイドルユニット『Marine』のメンバー。口が悪く、メンバーで最も反抗的。先輩であるミホのことをとても尊敬している。
里愛（リア）
アイドルユニット『Marine』のメンバー。ジト目で語尾を伸ばす特徴がある。
ギャー子
アイドルユニット『Marine』のメンバー。気が小さくいつも気泡緩衝材を持ってプチプチつぶししている。

## 単行本
- 渡会けいじ 『O/A』 角川書店〈角川コミックス・エース〉、全7巻
  1. 第1巻 2010年6月4日発売 ISBN 978-4-04-715466-7
  2. 第2巻 2010年9月4日発売 ISBN 978-4-04-715518-3
  3. 第3巻 2011年3月4日発売 ISBN 978-4-04-715642-5
  4. 第4巻 2011年7月4日発売 ISBN 978-4-04-715730-9
  5. 第5巻 2011年12月28日発売 ISBN 978-4-04-120051-3
  6. 第6巻 2012年6月4日発売 ISBN 978-4-04-120278-4
  7. 第7巻 2012年11月2日発売 ISBN 978-4-04-120438-2

## ノベライズ
タイトルは『O/A【オー・エー】 〜ラジオ(゜∀゜)から生まれたアイドル!?〜』、著者は根岸和哉、イラストは原作者の渡会けいじが担当する。富士見ファンタジア文庫（富士見書房）レーベルより発売。
- 2011年7月20日初版発行 ISBN 978-4-8291-3661-4

## ラジオドラマ

### 真・週刊コミックTV+版
BS11のTV番組『真・週刊コミックTV+』に2011年5月5日、5月12日に2週にわたって特集され、「コミソン」のコーナーでは作中で主人公の堀内ゆたかが歌う楽曲の「君にドキッ☆」が原作者の渡会けいじが作詞、作曲・編曲は菊谷知樹が担当、主人公役の松来未祐が歌い手を務め実際に放送された。「コミドラ」のコーナーでは原作の第1巻収録である第1話、第2話がラジオドラマ化された。ヤングエース公式サイトにて配信予定と告知されたが、実現はされていない。堀内ゆたか（CV：松来未祐）が歌う『君にドキッ☆』CDはコミック4巻とノベライズ1巻の連動応募キャンペーンにて抽選で配布された。
キャスト
主要担当声優は上述。ここではそれ以外のキャストについて記す。
- 秋本ラン - 遠藤さやか
- 男性AD - 米内佑希

スタッフ
- 演出 - 松本卓也
- 音響監督 - 本吉靖昭
- サウンドミキサー - 星野賢爾
- サウンドエディター - 宮本賢人

### A&G REQUESTデジスタ版
文化放送超!A&G+の『A&G REQUEST デジスタ』番組内において、 7月9日からスタートすると2011年7月4日発売のヤングエース8月号にて発表された。全4回。キャストは総入れ替えになっている。